# Тян Воттхонеака
Тян Воттхонеака (кхмер. ចាន់ វឌ្ឍនាកា; род. 23 января 1994, Кампот) — камбоджийский профессиональный футболист, выступающий в качестве нападающего за камбоджийский клуб «Бэнг Кет», и сборную Камбоджи.

## Биография
Тян Воттхонеака родился 23 января 1993 года  в Кампоте.

### Клубная карьера
В сезоне 2011—2012 Воттхонеака играл за старшую команду ФК «Прэах Кхан Реать».
В 2012 году подписал контракт с ФК «Бэнг Кет Ангкор»

##### Сезон 2015
1 августа 2015 года Воттхонеака забил все шесть голов в игре против команды «Ази-Эроп Юнайтед», который завершился со счётом 6:0. 11 июля 2015 года в матче против «Киривонг Сок Саен Тьый» Воттхонеака забил восемь голов, одержав победу со счётом 12:2, что стало его высшим результатом для камбоджийского игрока в лиге, а также 16 голов в первых 8 игры сезона 2015 года.
В полуфинале клубного чемпионата Меконга 2015 года Воттхонеака забил все три гола в победе со счётом 3:2 над Бекамексом Бинь Донгом, в результате отправив «Бэнг Кет Ангкор» в финал. Несмотря на то, что «Бэнг Кет Ангкор» проиграл в финале «Бурирам Юнайтед», Воттхонеака закончил турнир как самый результативный игрок с пятью голами, а также был назван лучшим игроком.
Воттхонеака закончил сезон лиги 2015 года с 35 голами, в общей сложности 55 голов во всех соревнованиях, включая национальные и клубные команды, большинство из всех игроков Юго-Восточной Азии.

##### Сезон 2016
В своём первом старте сезона 2016 года, Воттхонеака выиграл хет-трик менее чем за пять минут, когда «Бэнг Кет Ангкор» победил CMAC FC (6:0).
21 мая 2016 года — в матче против «Прэах Кхан Реать Свайриенг», Воттхонеака забил голы на 85-й, 89-й и 93-й минуте, поскольку его команда пришла сзади и выиграла со счётом 3:1. Первый гол — дерзкий левый шаг от креста — был объявлен одной из целей сезона 2016 года.
Воттхонеака закончил Камбоджийскую лигу 2016 года в качестве лучшего бомбардира второй год подряд с 22 голами, поскольку его команда «Бэнг Кет Ангкор» резко выиграла титул в последний день матча на одно очко.

#### «Фудзиэда МИФК»
В течение сезона 2016 года, Воттхонеака был отдан в аренду команде «Лиги J3», «Фудзиэда МИФК». Тем не менее, он не начал ни одной игры во время своего заимствования, сделав только одну замену в последнюю минуту.

#### Паханг Ф. А.
В декабре 2017 года Воттхонеака подписал контракт с малайзийским клубом «Паханг ФА» на предстоящий сезон после своего разочаровывающего заклинания в Японии. С тех пор он был освобождён из Паханга ФА и заменён Иссэем Накадзимой.

#### Возвращение в «Бэнг Кет Ангкор»
После освобождения из «Паханга ФА», Воттхонеака вернулся в Камбоджу, чтобы вернуться в «Бэнг Кет Ангкор».

#### ПКНС ФК
18 января 2019 года — ПКНС ФК подписал с Воттхонеака бесплатный контракт. Это был его самый успешный сезон за границей, где он провёл более 13 матчей в Суперлиге. Он только 10 раз выступал в «Паханге» в той же лиге.

### Международная карьера
Дебютировал в международном первенстве 22 марта 2013 года в квалификационном матче кубка АФК 2014 года проводится на Мальдивы против Туркменистана.
Воттхонеака сыграл важную роль в кампании Камбоджи в Квалификация на ЧМ-2018 в России.
12 марта 2015 г. — В первом отборочном матче он сошёл со скамейки, и забил два гола, во втором — громовой штрафной удар со счётом 3:0 над Макао.

## Клубная статистика
Обновлено 4 февраля 2018 года
| Клубное выступление | Клубное выступление | Клубное выступление | лига      | лига | кружка           | кружка           | Всего     | Всего |
| Время года          | Клуб                | лига                | Программы | цели | Программы        | цели             | Программы | цели  |
| Япония              | Япония              | Япония              | лига      | лига | Кубок Императора | Кубок Императора | Всего     | Всего |
| ------------------- | ------------------- | ------------------- | --------- | ---- | ---------------- | ---------------- | --------- | ----- |
| 2017                | Fujieda MYFC        | Лига J3             | 0         | 0    | 1                | 0                | 2         | 0     |
| Малайзия            | Малайзия            | Малайзия            | лига      | лига | Кубок Малайзии   | Кубок Малайзии   | Всего     | Всего |
| 2018                | Pahang              | Суперлига           | 10        | 1    | 2                | 0                | 12        | 1     |
| Всего               | Всего               | Всего               | 11        | 1    | 3                | 0                | 14        | 1     |

### Международный
| сборная страны | Год | Программы | цели |
| -------------- | --- | --------- | ---- |
| Камбоджа       |     |           |      |
| 2013           | 2   | 0         |      |
| 2014           | 6   | 2         |      |
| 2015           | 6   | 2         |      |
| 2016           | 14  | 6         |      |
| 2017           | 9   | 3         |      |
| 2018           | 2   | 1         |      |
| Всего          | 39  | 14        |      |

### Старший
Результаты и результаты перечисляют гол Камбоджи в первую очередь.
| Тян Воттхонеака — голы в Камбодже | Тян Воттхонеака — голы в Камбодже | Тян Воттхонеака — голы в Камбодже                  | Тян Воттхонеака — голы в Камбодже | Тян Воттхонеака — голы в Камбодже | Тян Воттхонеака — голы в Камбодже | Тян Воттхонеака — голы в Камбодже | Тян Воттхонеака — голы в Камбодже |
| #                                 | Свидание                          | место встречи                                      | противник                         | Гол                               | Результат                         | Соревнование                      |                                   |
| --------------------------------- | --------------------------------- | -------------------------------------------------- | --------------------------------- | --------------------------------- | --------------------------------- | --------------------------------- | --------------------------------- |
| 1.                                | 8 октября 2014                    | Городской стадион Тайбэй, Тайбэй, Китайский Тайбэй | Китайский Тайбэй                  | 1 −0                              | 2-0                               | Товарищеский                      |                                   |
| 2.                                | 8 октября 2014                    | Городской стадион Тайбэй, Тайбэй, Китайский Тайбэй | Китайский Тайбэй                  | 2 −0                              | 2-0                               | Товарищеский                      |                                   |
| 3.                                | 12 марта 2015 г.                  | Олимпийский стадион в Пномпене, Пномпень, Камбоджа | Макао                             | 1 −0                              | 3-0                               | Квалификация на ЧМ-2018           |                                   |
| 4.                                | 12 марта 2015 г.                  | Олимпийский стадион в Пномпене, Пномпень, Камбоджа | Макао                             | 2 −0                              | 3-0                               | Квалификация на ЧМ-2018           |                                   |
| 5.                                | 28 июля 2016 г.                   | Олимпийский стадион в Пномпене, Пномпень, Камбоджа | Сингапур                          | 1 −0                              | 2-1                               | Товарищеский                      |                                   |
| 6.                                | 1 сентября 2016                   | Стадион Монг Кок, Монг Кок, Гонконг                | Гонконг                           | 2 −3                              | 2-4                               | Товарищеский                      |                                   |
| 7.                                | 21 октября 2016                   | Олимпийский стадион в Пномпене, Пномпень, Камбоджа | Восточный Тимор                   | 2 −0                              | 3-2                               | Квалификация чемпионата AFF 2016  |                                   |
| 8.                                | 21 октября 2016                   | Олимпийский стадион в Пномпене, Пномпень, Камбоджа | Восточный Тимор                   | 3 −2                              | 3-2                               | Квалификация чемпионата AFF 2016  |                                   |
| 9.                                | 20 ноября 2016                    | Стадион Тувунна, Янгон, Мьянма                     | Малайзия                          | 1 −0                              | 2-3                               | Чемпионат AFF 2016                |                                   |
| 10.                               | 20 ноября 2016                    | Стадион Тувунна, Янгон, Мьянма                     | Малайзия                          | 2 −1                              | 2-3                               | Чемпионат AFF 2016                |                                   |
| 11.                               | 22 марта 2017                     | Олимпийский стадион в Пномпене, Пномпень, Камбоджа | Индия                             | 2 −3                              | 2-3                               | Товарищеский                      |                                   |
| 12.                               | 5 сентября 2017                   | Олимпийский стадион в Пномпене, Пномпень, Камбоджа | Вьетнам                           | 1 −1                              | 1-2                               | Квалификация Кубка Азии АФК 2019  |                                   |
| 13.                               | 5 октября 2017                    | Стадион Патриот Чандрабхага, Бекаси, Индонезия     | Индонезия                         | 1 −2                              | 1-3                               | Товарищеский                      |                                   |
| 14.                               | 12 октября 2018 г.                | Олимпийский стадион в Пномпене, Пномпень, Камбоджа | Восточный Тимор                   | 1 −1                              | 2-2                               | Товарищеский                      |                                   |
| 15.                               | 12 ноября 2018 г.                 | Стадион Мандалартири, Мандалай, Мьянма             | Мьянма                            | 1 −0                              | 1-4                               | Чемпионат AFF 2018                |                                   |
| 16.                               | 20 ноября 2018 г.                 | Олимпийский стадион в Пномпене, Пномпень, Камбоджа | Лаос                              | 1 −0                              | 3-1                               | Чемпионат AFF 2018                |                                   |

### До 23
| Тян Воттхонеака — голы в Камбодже до 23 лет | Тян Воттхонеака — голы в Камбодже до 23 лет | Тян Воттхонеака — голы в Камбодже до 23 лет | Тян Воттхонеака — голы в Камбодже до 23 лет | Тян Воттхонеака — голы в Камбодже до 23 лет | Тян Воттхонеака — голы в Камбодже до 23 лет | Тян Воттхонеака — голы в Камбодже до 23 лет | Тян Воттхонеака — голы в Камбодже до 23 лет |
| #                                           | Свидание                                    | место встречи                               | противник                                   | Гол                                         | Результат                                   | Соревнование                                |                                             |
| ------------------------------------------- | ------------------------------------------- | ------------------------------------------- | ------------------------------------------- | ------------------------------------------- | ------------------------------------------- | ------------------------------------------- | ------------------------------------------- |
| 1.                                          | 22 марта 2015 г.                            | Джуронг Вест, Сингапур                      | Сингапур                                    | 1 −1                                        | 2-2                                         | Дружелюбный                                 |                                             |
| 2.                                          | 22 марта 2015 г.                            | Джуронг Вест, Сингапур                      | Сингапур                                    | 2 −1                                        | 2-2                                         | Дружелюбный                                 |                                             |
| 3.                                          | 31 марта 2015                               | Бангкок, Таиланд                            | Филиппины                                   | 1 −0                                        | 3-1                                         | Квалификация чемпионата АФК U-23 2016 года  |                                             |
| 4.                                          | 31 марта 2015                               | Бангкок, Таиланд                            | Филиппины                                   | 2 −0                                        | 3-1                                         | Квалификация чемпионата АФК U-23 2016 года  |                                             |
| 5.                                          | 3 июня 2015 г.                              | Калланг, Сингапур                           | Филиппины                                   | 3 −1                                        | 3-1                                         | Игры Юго-Восточной Азии 2015                |                                             |
| 6.                                          | 8 июня 2015 г.                              | Калланг, Сингапур                           | Сингапур                                    | 1 −2                                        | 3-1                                         | Игры Юго-Восточной Азии 2015                |                                             |
| 7.                                          | 10 июня 2015 г.                             | Калланг, Сингапур                           | Мьянма                                      | 3 −1                                        | 3-3                                         | Игры Юго-Восточной Азии 2015                |                                             |

## Награды

### Физическое лицо
- 2012 — Лучший молодой игрок года в Камбодже
- 2013 — Золотая бутса Кубка Хун Сена
- 2014 — самый ценный игрок по мнению Камбоджийской лиги
- 2015 — самый ценный игрок по мнению Камбоджийской лиги
- 2015 — Золотая бутса Камбоджийской лиги
- 2015 — Клубный чемпионат Меконга: самый ценный игрок
- Камбоджийская лига 2016 — самый ценный игрок
- 2016 камбоджийская лига Золотой ботинок
- Лучший игрок года FFC 2017

### Клуб
«Бэнг Кет»
- Камбоджийская лига : 2016
- Камбоджийская лига : 2015, занявший второе место
- Клубный чемпионат Меконга 2015 : второе место

## Личная жизнь
Воттхонеака празднует голы, целуя татуировку на правой руке, которую сделал на память о своих родителях и семье. Воттхонеака любит караоке и музыку; получив травму в сентябре 2015 года, он семь часов пел и записывал дуэты с камбоджийской певицей Меах Соксаопхеа.
В январе 2016 года Воттхонеака стал послом доброй воли компании сотовой связи SeaTel.

## Примечание
1. 1 2  Chan Vathanaka // Transfermarkt.com (мн.) — 2000.
2. 1 2  Chan Vathanaka // FBref.com (мн.)
3. ↑  Noveanto, Eric. Vathanaka’s six-goal Boeung Ket Angkor marvel in Cambodian league (англ.). Football Channel Asia (29 июля 2015). Дата обращения: 1 августа 2015. Архивировано 28 мая 2016 года.
4. ↑  Noveanto, Eric. Vathanaka’s hat-trick hands Boeung Ket 3-2 win over Binh Duong (англ.). Football Channel Asia (7 декабря 2015). Дата обращения: 17 марта 2016. Архивировано 30 марта 2017 года.
5. 1 2  Tien, Edward. Five facts about Cambodia’s talisman Chan Vathanaka (англ.). Football Channel Asia (2 ноября 2015). Дата обращения: 17 марта 2016. Архивировано 12 сентября 2017 года.
6. ↑  Vorajee, Ismail (6 марта 2016). Vathanaka Nets Three in CMAC Mauling. Khmer Times. Архивировано 30 марта 2017. Дата обращения: 17 марта 2016.
7. ↑  Vorajee, Ismail (24 мая 2016). Cambodian C-League Round 8: Vathanaka stars as Boeung Ket keep pressure on leaders Army. Football Channel Asia. Архивировано 15 декабря 2017. Дата обращения: 24 мая 2016.
8. ↑  Chan Vathanaka crowned 2016 Cambodian League's top scorer. Football Channel Asia. 13 сентября 2016. Архивировано 15 декабря 2017. Дата обращения: 14 сентября 2016.
9. ↑  Murphy, Paul. Cambodia ace Chan Vathanaka joins Malaysia's Pahang from Japan. ESPN FC (16 декабря 2017). Дата обращения: 16 декабря 2017. Архивировано 21 декабря 2017 года.
10. ↑  AFC CHALLENGE CUP 2014. the-afc.com. Дата обращения: 23 марта 2013. Архивировано 21 октября 2013 года.
11. ↑  H S Manjunath and Sreng Meng Srun (13 марта 2015). Cambodia storms past Macau 3-0 in World Cup qualifier. The Phnom Penh Post. Архивировано 28 ноября 2019. Дата обращения: 18 июля 2015.
12. ↑  Nippon Sports Kikaku Publishing inc./日本スポーツ企画出版社, «2017 J1&J2&J3選手名鑑 (NSK MOOK)» Архивная копия от 15 декабря 2019 на Wayback Machine, 8 February 2017, Japan, ISBN 978-4905411420 (p. 259 out of 289)
13. ↑  Chan Vathanaka. National-Football-Teams.com. Дата обращения: 26 ноября 2016. Архивировано 20 мая 2024 года.
14. ↑  Pu Sam. Why does Vathanka kissing the hand behind after goal (кхмер.). Sabay News (18 января 2016). Дата обращения: 17 марта 2016. Архивировано 19 февраля 2020 года.
15. ↑  Mony Phearum. Chan Vathanaka to become an official goodwill ambassador for SEATEL (кхмер.). Sabay News (11 января 2016). Дата обращения: 17 марта 2016. Архивировано 25 марта 2016 года.